# Assistant Chief of Air Staff (Vereinigtes Königreich)

Emblem der Royal Air Force (RAF)

Der Assistant Chief of Air Staff (ACAS) ist der heutige Stellvertreter des Chefs des Stabes (Chief of the Air Staff) der britischen Royal Air Force (RAF). 

## Geschichte
Bereits am 3. Januar 1918 wurde er Posten eines Deputy Chief of the Air Staff als Stellvertreter des Chief of the Air Staff geschaffen, um diesen bei den Vorarbeiten zur Aufstellung der RAF am 1. April 1918 zu unterstützen. Anfangs war dieser auch Mitglied des Luftwaffenrates (Air Council), verlor diese Mitgliedschaft aber nach der Aufstellung der RAF am 1. April 1918. Von Mitte der 1920er Jahre bis 1938 übernahm der Deputy Chief of the Air Staff die zusätzliche Aufgabe als Leiter der Operations- und Nachrichtendienstabteilung der RAF. Nachdem Marshal of the Royal Air Force Hugh Trenchard am 1. Januar 1930 als Chief of the Air Staff zurückgetreten war, wurde der Deputy Chief of the Air Staff wieder Mitglied des Luftwaffenrates. Der Posten eines Deputy Chief of the Air Staff existierte bis zur Abschaffung 1969.
Zu Beginn des Zweiten Weltkrieges wurde am 22. April 1940 der zusätzliche Posten des Vize-Chefs des Luftwaffenstabes VCAS (Vice-Chief of the Air Staff) geschaffen, der zusätzlicher Chefberater des Chief of the Air Staff wurde. Auch dieser saß als Mitglied im Air Council und war zuständig für die Planung der operativen Anforderungen der RAF und die Leitung der weitreichenden strategischen Planung. Der Posten des Vice-Chief of the Air Staff wurde 1985 abgeschafft, als die Verantwortlichkeiten dieser Funktion mit denen des bisherigen Assistierenden Chefs des Luftwaffenstabes für Grundsatzpolitik (Assistant Chief of the Air Staff (Policy)) sowie des bisherigen Assistierenden Chefs des Luftwaffenstabes für Operationen (Assistant Chief of the Air Staff (Operations)) zusammengelegt wurden, und dadurch als alleiniger Posten der heutige Assistant Chief of Air Staff geschaffen wurde. Seit 1992 ist der ACAS Mitglied im Luftwaffenausschuss (Air Force Board), der Nachfolgeorganisation des früheren Air Council. Darüber hinaus ist der ACAS kraft Amtes Mitglied im Verwaltungsrat der Behörde für Zivilluftfahrt CAA (Civil Aviation Authority).
Derzeitiger Assistant Chief of the Air Staff ist seit dem 23. Januar 2015 Air Vice Marshal Richard Knighton.

## Amtsinhaber

### Deputy Chiefs of the Air Staff
| Amtszeitbeginn    | Dienstgrad        | Amtsinhaber                     | Anmerkungen |
| ----------------- | ----------------- | ------------------------------- | --- |
| 3. Januar 1918    | Major General     | Mark Kerr                       | |
| 1. April 1918     | Brigadier General | Robert Marsland Groves          | |
| 12. August 1918   | Brigadier General | Oliver Swann                    | |
| Februar 1919      | Brigadier General | Robert Marsland Groves (2. Mal) | zugleich Leiter der Abteilung für Operationen und Nachrichtendienste                                            |
| 8. September 1919 | Air Commodore     | John Miles Steel                | zugleich Leiter der Abteilung für Operationen und Nachrichtendienste                                            |
| 12. April 1926    | Air Commodore     | Cyril Newall                    | zugleich Leiter der Abteilung für Operationen und Nachrichtendienste                                            |
| 6. Februar 1931   | Air Commodore     | Charles Burnett                 | zugleich Leiter der Abteilung für Operationen und Nachrichtendienste                                            |
| 1. Februar 1933   | Air Vice Marshal  | Edgar Ludlow-Hewitt             | zugleich Leiter der Abteilung für Operationen und Nachrichtendienste                                            |
| 26. Januar 1935   | Air Vice Marshal  | Christopher Courtney            | zugleich Leiter der Abteilung für Operationen und Nachrichtendienste                                            |
| 25. Januar 1937   | Air Vice Marshal  | Richard Peirse                  | zugleich Leiter der Abteilung für Operationen und Nachrichtendienste                                            |
| 22. April 1940    | Air Vice Marshal  | Sholto Douglas                  | zugleich Leiter der Abteilung für Operationen und Nachrichtendienste                                            |
| 25. November 1940 | Air Vice Marshal  | Arthur Harris                   | |
| 1. Juni 1941      | Air Vice Marshal  | Norman Bottomley                | Vom 3. Mai 1942 bis zum 30. Juli 1943 trug er die Amtsbezeichnung Assistant Chief of the Air Staff (Operations) |
| September 1945    | Air Marshal       | Albert Durston                  | |
| 4. Februar 1948   | Air Marshal       | Hugh Walmsley                   | |
| 1. März 1950      | Air Chief Marshal | Arthur Sanders                  | |
| 17. März 1952     | Air Chief Marshal | John Baker                      | |
| 1. November 1952  | Air Marshal       | Ronald Ivelaw-Chapman           | |
| 9. November 1953  | Air Marshal       | Thomas Pike                     | |
| 4. Juli 1956      | Air Marshal       | Geoffrey Tuttle                 | |
| 15. November 1959 | Air Marshal       | Charles Elworthy                | |
| 18. Jul 1960      | Air Marshal       | Ronald Lees                     | |
| Juni 1963         | Air Marshal       | Christopher Hartley             | |
| 1. April 1966     | Air Marshal       | Reginald Emson                  | |
| 30. Januar 1967   | Air Marshal       | Peter Wykeham                   | Ende der Amtszeit am 31. Januar 1969                                                                            |

### Vice Chiefs of the Air Staff
| Amtszeitbeginn     | Dienstgrad        | Amtsinhaber             | Anmerkungen                          |
| ------------------ | ----------------- | ----------------------- | ------------------------------------ |
| 22. April 1940     | Air Marshal       | Richard Peirse          |                                      |
| 4. Oktober 1940    | Air Chief Marshal | Wilfrid Freeman         |                                      |
| 19. Oktober 1942   | Air Vice Marshal  | Charles Medhurst        | kommissarische Amtsführung.          |
| 21. März 1943      | Air Chief Marshal | Douglas Evill           |                                      |
| 1. Juni 1946       | Air Marshal       | William Forster Dickson |                                      |
| 1947               | Air Marshal       | James Robb              |                                      |
| 1. November 1948   | Air Marshal       | Arthur Sanders          |                                      |
| 1. März 1950       | Air Chief Marshal | Ralph Cochrane          |                                      |
| 1. November 1952   | Air Marshal       | John Baker              |                                      |
| 9. November 1953   | Air Marshal       | Ronald Ivelaw-Chapman   |                                      |
| 16. September 1957 | Air Marshal       | Edmund Hudleston        |                                      |
| 2. März 1962       | Air Marshal       | Wallace Kyle            |                                      |
| November 1964      | Air Marshal       | Brian Burnett           |                                      |
| 6. November 1967   | Air Marshal       | Peter Fletcher          |                                      |
| 1. August 1970     | Air Chief Marshal | Denis Smallwood         |                                      |
| 1. November 1973   | Air Marshal       | Ruthven Wade            |                                      |
| Februar 1976       | Air Marshal       | David Evans             |                                      |
| März 1977          | Air Marshal       | Peter Terry             |                                      |
| 30. Januar 1979    | Air Marshal       | John Nicholls           |                                      |
| Mai 1980           | Air Marshal       | David Craig             |                                      |
| August 1982        | Air Marshal       | Peter Harding           | Ende der Amtszeit am 29. August 1985 |

### Assistant Chiefs of the Air Staff
| Amtszeitbeginn     | Dienstgrad       | Amtsinhaber      |
| ------------------ | ---------------- | ---------------- |
| 13. Februar 1986   | Air Vice Marshal | Laurence Jones   |
| 2. März 1987       | Air Vice Marshal | Michael Simmons  |
| 14. März 1989      | Air Vice Marshal | John Thomson     |
| 15. März 1991      | Air Vice Marshal | Timothy Garden   |
| 14. August 1992    | Air Vice Marshal | Anthony Bagnall  |
| 1. August 1994     | Air Vice Marshal | Peter Squire     |
| 30. September 1995 | Air Vice Marshal | Timothy Jenner   |
| 3. August 1998     | Air Vice Marshal | Jock Stirrup     |
| 1. September 2000  | Air Vice Marshal | Philip Sturley   |
| 6. Oktober 2003    | Air Vice Marshal | David Walker     |
| 22. April 2005     | Air Vice Marshal | Chris Moran      |
| 27. April 2007     | Air Vice Marshal | Tim Anderson     |
| 1. März 2010       | Air Vice Marshal | Barry North      |
| 5. April 2013      | Air Vice Marshal | Edward Stringer  |
| 23. Januar 2015    | Air Vice Marshal | Richard Knighton |